# Axinyssa tethyoides
Axinyssa tethyoides är en svampdjursart som beskrevs av James Barrie Kirkpatrick 1903. Axinyssa tethyoides ingår i släktet Axinyssa och familjen Halichondriidae. Inga underarter finns listade i Catalogue of Life.